# Erich Straube
Erich Straube (11 de diciembre de 1887 - 31 de marzo de 1971) fue un general alemán en la Wehrmacht durante la II Guerra Mundial que ocupó varios mandos a nivel de cuerpo. Fue condecorado con la Cruz de Caballero de la Cruz de Hierro con Hojas de Roble de la Alemania Nazi.
A finales de agosto de 1944 Straube tomó el mando de un ejército provisional de aproximadamente 70.000 efectivos. Esta fuerza sufrió graves bajas durante la batalla de la bolsa de Mons, muriendo aproximadamente 3500 alemanes y 25.000 hechos prisioneros. Straube escapó.

## Condecoraciones
- Cruz de Hierro (1914) 2ª Clase (11 de septiembre de 1914) & 1ª Clase  (5 de mayo de 1916)[1]
- Cruz de Honor 1914-1918 en 1934
- Broche de la Cruz de Hierro (1939) 2ª Clase (15 de noviembre de 1939) & 1ª Clase (17 de mayo de 1940)[1]
- Cruz de Caballero de la Cruz de Hierro con Hojas de Roble
  - Cruz de Caballero el 19 de julio de 1940 como Generalmajor y comandante de la 268.Infanterie-Division[2]
  - 609ª Hojas de Roble el 30 de septiembre de 1944 como General der Infanterie y comandante del LXXIV. Armeekorps[3]